# Acidonia
- Commons
- Wikispecies

Acidonia é um género botânico pertencente à família Proteaceae. É endêmica da costa sul da Austrália Ocidental.

## Espécies
- Acidonia microcarpa